# Super Rádio Tupi
Super Rádio Tupi (ou simplesmente Rádio Tupi) é uma emissora de rádio brasileira sediada na cidade do Rio de Janeiro que opera na frequência modulada de 96,5 MHz. Inaugurada em 1935 pelo jornalista Assis Chateaubriand, pertencente ao conglomerado de mídia Diários Associados. Seus estúdios e redação estão localizados no Edifício Santos Dumont, na região do Castelo, centro do Rio de Janeiro, e seus equipamentos transmissores estão no topo do Morro do Sumaré, no bairro do Rio Comprido.

## História
A Super Rádio Tupi foi inaugurada pelo jornalista Assis Chateaubriand em 25 de setembro de 1935, em uma cerimônia que contou com a presença do inventor do rádio Guglielmo Marconi, que, há dez dias antes, havia irradiado o primeiro programa musical com uma orquestra de 120 vozes que cantou o Hino Nacional Brasileiro e foi regida pelo maestro Villa-Lobos. Em seu início, a emissora ficou conhecida como "Cacique do Ar", também sendo chamada por seu prefixo PRG-3 ou, simplesmente, G-3.
Durante a década de 1940, a rádio conta com um elenco de grandes nomes da música brasileira como Sílvio Caldas, Jamelão, Elizeth Cardoso, Dalva de Oliveira, Dorival Caymmi, Vicente Celestino etc, tendo também  um elenco de rádio teatro com nomes como Paulo Gracindo, Yoná Magalhães, Maurício Shermann, Orlando Drummond etc., e o seu primeiro contratado, foi o comediante Zé Bacurau.
A Tupi também se destaca por sua cobertura jornalística, tornando-se importante ao anunciar, em primeira mão, o final da Segunda Guerra Mundial. Uma das principais produções do gênero era o Grande Jornal Falado Tupi, um dos mais ouvidos do Distrito Federal.
Em 1941, a emissora realizou a primeira reportagem submarina do mundo, quando o repórter Caspary mergulhou na Baía de Guanabara, permanecendo submerso por quarenta minutos. Com êxito, ele transmitiu debaixo d'água, dentro de um escafandro, a procura de, até hoje não encontrados, tesouros deixados, segundo uma lenda, por jesuítas. Em 1949, um incêndio atinge a rádio, que perde boa parte dos seus arquivos musicais. Logo, a mesma recupera-se e inaugura, em 1950, um grande auditório, sendo considerado o "Maracanã dos auditórios".
Lançou grandes sucessos populares como Parabéns pra Você, advindo de um concurso promovido por Almirante e vencido por Bertha Celeste Homem de Mello e Aquarela do Brasil.
O esporte sempre foi um dos pontos fortes da G-3, graças a grandes equipes, a partir da formação inicial com Ary Barroso, (o 'speaker' da gaitinha) e Antônio Maria, então egresso do Recife, como narradores. Logo após veio a equipe chefiada por Oduvaldo Cozzi e José Almirio, que também contava com nomes como Cézar Rizzo e Sérgio Paiva.
Em 1957 o comentarista José Almirio criou uma equipe esportiva que levaria esporte e informação ao mesmo tempo, a Equipe Bola de Ouro onde até hoje está no ar. A partir dai o esporte ficou forte na rádio, pois José criara uma nova estratégia para o esporte. Em 1959, a rádio inaugurava seu transmissor de 100 kW com um show da cantora Ângela Maria no auditório da emissora.
Em 1960, foi criado o mais tradicional programa da rádio e que está no ar até hoje, Patrulha da Cidade. O programa foi idealizado pelo jornalista Afonso Soares, e aborda os assuntos policiais, muitas vezes com uma pitada de bom humor. Hoje, o programa é dirigido, roteirizado e apresentado por Mário Belisário, acompanhado pelo comunicador Garcia Duarte e grande elenco de rádio atores e desde sua estreia lidera a audiência no Rio de Janeiro.
Durante a década de 1970, a rádio passou por várias crises (uma delas culminou no fechamento da TV Tupi), mas a emissora conseguiu se recuperar, lançando diversos programas, entre eles o humorístico A Turma da Maré Mansa.
O sucesso da cobertura esportiva também muito ajudou na recuperação, com a famosa Seleção Brasileira do Rádio, que marcou as décadas de 1960, 70 e 80 com as coberturas de Copas do Mundo, jogos da Seleção Brasileira, os grandes jogos no Brasil e no exterior e as grandes conquistas do futebol carioca. Doalcey Bueno de Camargo era o chefe e narrador titular da equipe, que reuniu grandes nomes do rádio esportivo brasileiro, como Oswaldo Moreira, Paulo César Tenius, Sérgio Moraes, Celso Garcia, José Cabral, Edson Mauro, José Almirio, Rui Porto, João Saldanha, Carlos Marcondes, Afonso Soares, Vitorino Vieira, Kleber Leite, Paulo Stein, Ronaldo Castro, Washington Rodrigues, Sérgio Orind, Iata Anderson, o ex-jogador Gérson (lançado como comentarista assim que deixou os gramados), e muitos outros.

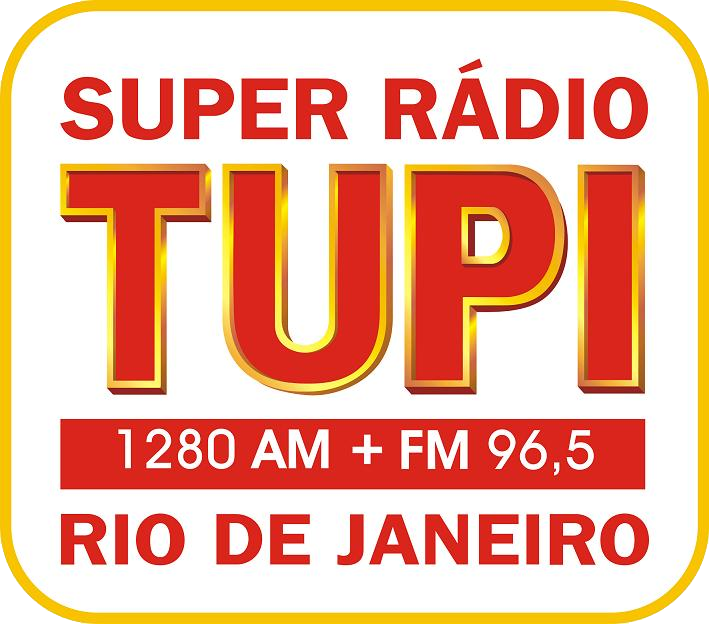
Logotipo utilizado pela emissora (com alterações) entre 1995 e 2019.

Em 1997, a emissora assina o serviço de multimídia da Embratel e passa a transmitir a sua programação pela internet para o mundo inteiro.
Em 2003, a Rádio Tupi assume a liderança de audiência no Rio após mais de 30 anos de hegemonia de sua concorrente direta, a Rádio Globo. A Tupi se mantém nesta posição até os dias de hoje.
No dia 25 de setembro de 2005, dia dos 70 anos da Super Rádio Tupi, foi inaugurado o primeiro transmissor digital do rádio brasileiro que foi instalada na ilha de Itaóca, em São Gonçalo.
Em 1 de junho de 2009 passou a ser transmitida também pelo FM, na frequência 96,5 MHz, que antes pertencia à Nativa FM. Por sua vez, a mesma ocupou os 103,7 da extinta rádio Antena 1 Rio, que retornou ao dial do RJ, no dia 16 de dezembro de 2015, com o fim da Nativa.
No mesmo ano, nas comemorações dos 77 anos da emissora, a Tupi lança um serviço on-demand no seu site com com toda a programação da emissora, o TupiMais. Já no início de 2013, foram incluídas também as integras dos jogos de futebol transmitidos pela equipe esportiva no serviço on-demand TupiMais Futebol.
Em 2013, a Tupi contrata o comunicador Mário Belisário, que retornava à emissora após 18 anos, quatro deles afastado do rádio. Inicialmente Belisário seria folguista, porém assumiu a titularidade do horário de 3h às 6h da manhã após a demissão de Silvio Samper no dia 13 de Agosto do mesmo ano, devido a um desentendimento do comunicador com um diretor da emissora - a qual teria ofendido.
Em 31 de janeiro de 2014, a emissora perde o comentarista esportivo Jorge Nunes que faleceu devido a falência de múltiplos órgãos, sendo que já sofria com graves problemas de saúde que culminaram no seu afastamento dos microfones da emissora. Jorge era comentarista nas jornadas esportivas e também nos programas Show da Manhã, Giro Esportivo, Rolando a Bola, Show de Bola e Bola em Jogo, além do seu trabalho na CNT Rio de Janeiro com o Balanço Esportivo. Jorge era conhecido como o Comentarista do Povo pelo seu jeito alegre e irreverente. Em junho, transmite a Copa do Mundo FIFA de 2014 junto a uma rede de mais de 30 emissoras espalhadas pelo país, dentre elas a Rádio Capital de São Paulo, Rádio Difusora de Manaus, Rádio Clube de Fortaleza, Super Rádio Marajoara de Belém e a Rádio Banda B de Curitiba.
Durante a Copa, em 18 de junho de 2014, a Super Radio Tupi passa a transmitir sua programação no novo prédio da emissora instalado na Rua Fonseca Teles, em São Cristóvão, já que o prédio de sua antiga sede na Rua do Livramento, no bairro da Gamboa, foi vendida a um grupo estrangeiro.
Em 2015 a emissora inicia a comemoração de seus 80 anos. Começou sendo homenageada pela Federação de Futebol do Estado do Rio de Janeiro com o troféu de campeão do Cariocão 2015 sendo batizado de Troféu Tupi 80 Anos entregue ao campeão deste ano, o Vasco da Gama. Em maio, passou a ter em sua equipe esportiva o Garotinho José Carlos Araújo, junto com Gilson Ricardo e Gérson, todos vindos da Transamérica, sendo estas consideradas as principais contratações da emissora na comemoração dos seus 80 anos. Garotinho assumiu o posto de locutor titular (antes ocupado por Jota Santiago, que voltou a ser o reserva) e tem como companheiro de transmissão o Apolinho Washington Rodrigues, reeditando a dupla feita pelos mesmos na Rádio Nacional do final dos anos 70 até o início dos 80 e na Rádio Globo de meados dos anos 80 até o final dos anos 90.
Em 2016 alguns funcionários (entre repórteres, produtores e sonoplastas) pediram demissão da emissora alegando atraso nos salários, isto ocasionado pela grave crise financeira que enfrenta o grupo Diários Associados, dentre eles estão o repórter policial Alberto Brandão e os repórteres esportivos João Victor, Carla Matera, André Ribeiro e Thiago Travassos. Em fevereiro do mesmo ano, alguns deles chegaram a entrar em greve. A crise nos Diários também resultou no fechamento do Jornal do Commercio, do Diário Mercantil e da Nativa FM.
Em julho, ocorrem novas demissões em razão da já mencionada grave crise financeira dos Diários Associados. Foram dispensados, entre outros, o narrador Jota Santiago, o comentarista Eugênio Leal, os repórteres Sergio Américo, Pedro Costa, Carlos Arcanjo, Lívia Bonard e Arthur Machado, o plantonista Vinícius Gama e os comunicadores Coelho Lima, Jimy Raw e Francisco Barbosa, além dos jornalistas Bruno Giacobo, Ricardo Alexandre, Glória Britho, Divaldo Silva e Renato Affonso, do diretor artístico Ricardo Henriques e o afastamento do vice-presidente executivo dos Diários Associados no RJ Alfredo Raymundo Filho. A crise também acarretou na troca do tradicional noticiário Sentinelas da Tupi pelo Tupi Conexão Redação, veiculando o mesmo entre 20h00 e 6h00, e o Tupi Notícias entre 6h25 e 18h25. O Tupi na Rede, que era transmitido via internet durante o horário da Voz do Brasil também foi extinto.
Em dezembro de 2016, por conta do agravamento da crise da emissora, os funcionários da Tupi deflagram várias greves devido a atrasos nos seus salários. Em 8 de dezembro, ocorreu a primeira greve de 24 horas. Em 15 de dezembro, é anunciada uma nova paralisação da emissora, agora de 48 horas, o que aconteceu entre os dias 19 e 20. Em 21 de dezembro, foi anunciada a terceira greve seguida dos funcionários da emissora, agora de 72 horas. Em todas as interrupções, a programação foi substituída por conteúdo musical. Em 27 de dezembro, os funcionários da Super Rádio Tupi decidem em assembleia junto ao Sindicato dos Radialistas do Rio de Janeiro parar as atividades da emissora por tempo indeterminado, e à meia-noite do dia 30 de dezembro a programação foi novamente interrompida.
Antes mesmo da última greve dos funcionários, foi anunciado que a Tupi havia sido vendida às escondidas ao empresário Paulo Masci de Abreu, no que gerou revolta da ABI, que ameaçou processar os Diários Associados contra essa venda. De acordo com a informação, tal venda da emissora para o empresário ainda não havia sido concretizada, devido a falta de documentação para a sua formalização.
No dia 7 de janeiro de 2017, o Sindicato dos Radialistas do Rio de Janeiro emitiu errata dizendo que a notícia da suposta venda da rádio para Paulo Masci de Abreu era apenas uma especulação. O sindicato pediu desculpas por ter informado que a rádio havia sido vendida, porém informou na nota que houve negociações com o empresário, com outros grupos interessados e com sócios minoritários do condomínio de ações da Diários Associados interessados na compra do restante das ações da rádio.
Em 1° de fevereiro uma nova assembleia decide, por 55x32, pela manutenção da greve na emissora. Entretanto, o grupo que se posicionou contra a paralisação decide recolocar a emissora no ar, alegando temer a perda de anunciantes. Aos onze minutos da madrugada do sábado, dia 4, a Rádio Tupi retorna ao ar após 35 dias inativa, ainda que com uma programação improvisada. Na semana seguinte, 41 funcionários pertencentes ao movimento grevista que decidiram não voltar ao ar em respeito e cumprimento à decisão de continuar a paralisação acabaram demitidos da emissora por justa causa. Na lista de dispensados estão os comunicadores Fernando Sérgio, Haroldo de Andrade Jr. e Luizinho Campos - a saída dos dois últimos causaram automaticamente as extinções do "Programa Haroldo de Andrade" e da "Companhia do Riso".
No dia 2 de março, Anthony Garotinho é recontratado pela emissora para apresentar o programa Fala Garotinho, a partir do dia 13, das 09h às 10h. Também foi anunciado o retorno, após 8 meses, do radialista Francisco Barbosa. No dia 3 de abril, Cristiano Santos assume o Super Madrugada Tupi em um novo formato. Em maio, Luiz Ribeiro deixou a emissora para cuidar de um projeto de comunicação em Foz do Iguaçu, sendo substituído por Cristiano Santos, que mesmo com a saída do antigo comunicador, manteve o formato do programa, além do Bola em Jogo, que agora é apresentado por Gilson Ricardo.
Em 9 de maio, é anunciada a volta de Antônio Carlos para a emissora após ser demitido da Rádio Globo, onde permaneceu por três décadas. Ele reestreou na emissora no dia 29 do mesmo mês, onde aconteceu uma grande mudança na grade da emissora, com a também contratação de Alexandre Ferreira, que assume o horário do Super Madrugada Tupi (que foi extinto após 14 anos) junto com o novo programa de Garcia Duarte. No dia 16 de julho, o Baú da Tupi passa a ser apresentado por Renata Henriques e Cyro Neves. Já no dia 20, Jota Santiago reestreia na equipe de esportes da emissora após ter sido dispensado no ano anterior. Em outubro, a jornalista Rachel Amorim se torna a primeira mulher noticiarista do Sentinelas da Tupi. Também em outubro, o plantonista esportivo Vinícius Gama retorna a emissora.
Em 13 de setembro de 2017, o apresentador Anthony Garotinho é preso durante a veiculação de seu programa na emissora, devido a denúncia de compra de votos em Campos dos Goytacazes, seu reduto eleitoral. Por volta de 10h30, foi substituído por Cristiano Santos (que na ocasião cobria as férias de Clóvis Monteiro) que entrou no ar dizendo que Garotinho tinha saído do programa por “recomendação médica” devido a problemas na voz, em atitude que foi fortemente criticada, pois deu-se a entender que a emissora queria omitir a prisão do comunicador. Em entrevista aos veículos de imprensa, Cristiano se defendeu alegando que percebeu uma movimentação maior no estúdio, mas não sabia do que se tratava. Em 27 de setembro, Garotinho retorna ao comando de seu programa após ser solto pelo Tribunal Superior Eleitoral, mas com sua nova prisão em 22 de novembro do mesmo ano, o programa voltou ao comando de Cristiano Santos até o dia 4 de dezembro, quando foi retirado do ar. Com o término do Fala Garotinho, o programa de Clóvis Monteiro ganhou mais 30 minutos, e Cristiano seguiu no horário, agora comandando o Super Manhã Tupi de 10h às 11h. Em 6 de dezembro, foi anunciada a contratação de Isabele Benito, apresentadora do jornal local SBT Rio, para comandar o programa que leva seu nome, cuja estreia foi no dia 11 de dezembro.
Em fevereiro de 2018, a Tupi passa a ser retransmitida em Brasília por meio da Rádio Planalto, também dos Diários Associados. A emissora brasiliense já vinha retransmitindo o sinal durante as madrugadas e nos jogos dos times do Rio de Janeiro.
Em 20 de maio de 2019, o tradicional Giro Esportivo passa também a estar nas madrugadas, com mais entrevistas e analises, no site da emissora. No dia seguinte, a emissora estreia seu novo logotipo reforçando a frequência no dial FM e seu site "tupi.fm", deixando de lado a frequência AM, que poderá em breve ser desativada. No mesmo dia, recebeu o prêmio de Veículo Eletrônico do Ano. A partir de 31 de maio, a rádio passou a desligar seus transmissores para AM entre meia-noite e 6h como uma forma de economizar energia (especificamente na mesma data a Tupi desligou os transmissores para AM às 20h, quatro horas antes do previsto).
Ainda em maio, estreia o programa Ele e Ela, apresentado por Cristiano Santos e Viviane Romanelli nas manhãs de sábado. Em setembro, Anthony Garotinho novamente deixa a emissora, assim como Rachel Amorim, que acertou com a CNN Brasil - em seu lugar, entrou a ex-jogadora de vôlei Lica Oliveira.
No final de 2019, foi confirmada a volta de Cidinha Campos à Rádio Tupi após 10 anos para reassumir o Cidinha Livre agora nas tardes de segunda à sexta, entre 13h e 14h. A reestreia de Cidinha aconteceu no dia 6 de janeiro de 2020, o que provocou mudanças na grade vespertina - o Show do Pedro Augusto passou a ir ao ar de 14h às 15h30 e o Show do Heleno Rotay de 15h30 às 17h00. No fim de janeiro de 2020, Jota Santiago deixou novamente a emissora para integrar a equipe esportiva da BandNews FM do Rio, sendo contratado para seu lugar o narrador Dario de Paula. Ao mesmo tempo, Dé Aranha, que deixou o Futebol Globo/CBN, foi anunciado como comentarista da Tupi. Em julho, foram contratados os narradores Evaldo José e Bruno Cantarelli e o comunicador Anthony Garotinho, em sua quarta passagem pela emissora, voltando a apresentar o Fala Garotinho agora nas manhãs de sábado - ocupando o lugar do Ele e Ela, que passou para o domingo. Em agosto, Roberto Canázio voltou a Tupi após 11 anos para apresentar seu programa nas manhãs de sábado. Em setembro, o ex-jogador Paulo Cezar Caju foi contratado, mas André Marques deixou a emissora. Ainda em 2020, o Samba Social Clube passa a ter uma segunda edição aos domingos, de 11h às 12h.
No dia 10 de janeiro de 2021, estreia o programa De Frente Com Elas, apresentado por Isabele Benito e Márcia Pinho nas manhãs de domingo, de 10h às 11h. O formato já havia ido ao ar como quadro da atração diária de Isabele para sabatinar os candidatos à prefeitura do Rio de Janeiro nas eleições de 2020.
Em março de 2021, o Show do Pedro Augusto muda para as manhãs de domingo (8h às 10h) após o comunicador assumir o mandato de deputado federal na Câmara dos Deputados, o que impossibilitaria a manutenção de sua atração diária devido a rotina parlamentar em Brasília. Com a mudança, o Cidinha Livre ganha mais uma hora de duração (indo de 13h às 15h), com a tradicional oração à Nossa Senhora Aparecida sendo veiculada dentro do programa entre 14h e 14h10. Com isso, o Show do Heleno Rotay volta a ter 2 horas de programa - 15h às 17h, atuando apenas de segunda a sexta.
Em 28 de maio, é anunciada a contratação de Raphael de França para comandar nas noites de domingo o Conexão Tupi, que estreou no dia 30. Com ele veio a jornalista Cris Almeida, que já trabalhou na Tupi e fez parceria com França na 94 FM.
Em junho de 2021, a emissora anunciou a saída de 100 funcionários, entre eles Geraldo Sena e Ricardo Moreira, além da futura mudança de sede e da parceria com a TV Max Rio para exibir a programação matutina da rádio na emissora de 6h às 15h. Com o acordo firmado no mês anterior, os programas Show do Antônio Carlos, Show do Clóvis Monteiro, Programa Francisco Barbosa, Patrulha da Cidade e Cidinha Livre terão transmissão simultânea no rádio e na TV por assinatura pelos canais 25 e 525 da operadora Claro Net, além da exibição exclusiva na TV do Radar Tupi 1ª Edição, inicialmente apresentado por Bruno Cantarelli, Amanda Ribeiro e Bárbara Mello. Na grade, o telejornal ocupa o horário do Programa Isabele Benito, às 10h, que ficou de fora do projeto Tupi na TV em razão da apresentadora ser contratada do SBT. No mesmo mês, estreia o "Botequim do Mister", comandado por Marcus Vinícius nas noites de sábado (quando não há transmissão esportiva) em substituição ao "Show de Bola", que deixou a grade após 18 anos.
Em 28 de julho de 2021, o narrador Bruno Cantarelli deixa a emissora para acertar seu retorno à Transamérica. No dia seguinte, é anunciada a volta de Luiz Penido à Super Rádio Tupi após 9 anos no Sistema Globo de Rádio.
Em 11 de agosto, são anunciadas várias mudanças na emissora: deixaram a Tupi o comunicador Roberto Canazio, recontratado no ano passado e o narrador esportivo Evaldo José, fazendo com que Cyro Neves, apresentador e repórter, fosse promovido a equipe esportiva. Além disso, houve mudanças na programação do fim de semana, como o fim do programa De Frente com Elas e da reprise dominical do Samba Social Clube, tendo o horário ocupado pelo Show do Heleno Rotay.
Em fevereiro de 2022, após 7 meses, a emissora anuncia o retorno de Roberto Canazio para reassumir o horário de 8h às 10h dos sábados no dia 5 do mesmo mês. Em 12 de fevereiro, a emissora perde o jornalista e comunicador Luiz Ribeiro, que morreu aos 63 anos vítima de um câncer. No dia 14, a emissora anuncia a contratação do jornalista e publicitário Edilson Silva para comandar o Fala Galera aos domingos à noite. Ele terá a companhia do comentarista Ronaldo Castro, que volta a emissora e do humorista Hélio Junior. Paralelamente, a repórter Bárbara Mello deixa a emissora após 4 anos. No dia 17, foi anunciada a volta de Jota Santiago a equipe esportiva da emissora após 2 anos.
Em 7 de março, a Tupi iniciou a mudança para seus novos estúdios, localizados em dois andares do Edifício Santos Dumont, no centro do Rio. Nesta data, o Programa Alexandre Ferreira passou a ser gerado do novo endereço, enquanto a produção dos demais programas será transferida gradualmente ao longo do ano. No dia 14, a Tupi estreou sua parceria com a NovaBrasil FM para a retransmissão das jornadas esportivas, além da emissora estrear novos programas com o elenco da rádio líder.
No dia 19 de maio, a Tupi anuncia a saída de Anthony Garotinho e o fim de seu programa, um dia após o comunicador anunciar sua pré-candidatura ao governo estadual nas eleições de 2022. Em nota, a emissora afirmou que "em cumprimento à política da emissora de não se envolver em eleições, a Tupi decidiu retirar do ar o Programa Fala Garotinho e promoveu já no sábado seguinte o Programa Cristiano Santos para a faixa das 06hs". Pelas redes sociais, Garotinho afirmou que foi demitido da Tupi através do WhatsApp e acusou o governador Cláudio Castro de "pedir sua cabeça" na emissora por motivações políticas, o que foi negado. No dia 23, a emissora estreou seu novo estúdio principal, completando assim as novidades trazidas desde a estreia da nova sede. O estúdio tem 50 metros quadrados e conta com uma bancada de sete lugares e um painel de led com 7 metros de comprimento, onde são mostradas imagens aéreas da sede da rádio, dos comunicadores e da cidade do Rio de Janeiro.
Em 18 de julho, morreu aos 39 anos o narrador e apresentador esportivo da emissora, Odilon Junior, vítima de um câncer no cérebro, da qual tratava desde 2017. Odilon estava na emissora desde 2007 e atuou como repórter, apresentador, narrador e foi também coordenador do esporte da rádio.
No dia 30 de agosto do mesmo ano, foi anunciada a saída de Beto Junior da equipe de esportes da emissora. Beto estava na Tupi desde 2012 e era redator, coordenador e atuou também como comentarista em jogos e programas.
No início de 2023, a Tupi reforça sua equipe esportiva anunciando as contratações do comentarista Eraldo Leite, que deixara o Sistema Globo de Rádio, e do narrador Rafa Penido, sobrinho de Luiz Penido e conhecido também como O Brabo. Ao mesmo tempo, o repórter e apresentador Wagner Menezes deixou a emissora após 26 anos, sendo substituído por André Ribeiro no comando das jornadas esportivas e do programa Giro Esportivo. Também houve a morte do veterano apresentador e comentarista esportivo Gilson Ricardo, aos 74 anos, após sofrer um infarto. Posteriormente, Eraldo Leite assumiu a apresentação do Bola em Jogo. Em abril, o apresentador cearense Tony Nunes é contratado para comandar um programa nas madrugadas de sábado.
Em setembro de 2023, foi anunciada a contratação de Wagner Montes Filho, o Waguinho, ex-apresentador da Record Rio, para comandar o programa A Voz do Povo das 16h às 17h, estreando no dia 25 de setembro, data em que a Tupi completa 88 anos de fundação. Seu pai, Wagner Montes, foi repórter policial e apresentador na emissora na década de 1970, quando iniciava a carreira. A estreia de Waguinho provocou mudanças na grade vespertina - o Cidinha Livre passou a ir ao ar de 13h às 14h30 e o Show do Heleno Rotay de 14h30 às 16h, tendo suas durações reduzidas em 30 minutos.
No dia 6 de dezembro de 2023, a radialista Kelly Jorge deixa a FM O Dia após 10 anos e acerta sua ida para a Tupi, onde irá apresentar um programa na faixa das 13h às 15h. Sua estreia à frente do Programa da Boneka ocorreu no dia 18 de dezembro de 2023, provocando uma nova mudança na grade vespertina da emissora: o Cidinha Livre passou a ir ao ar às 15h, o Show do Heleno Rotay às 16h, A Voz do Povo às 17h e o Show do Apolinho às 18h, perdendo 1 hora de duração.
Em março de 2024, a emissora dispensa o narrador Jota Santiago, encerrando sua terceira passagem pela equipe esportiva, e anuncia a contratação do jornalista Sidney Rezende para a apresentação do Jornal da Tupi. Também foram contratados o repórter investigativo Chico Otávio, o jornalista Maurício Bastos (ex-Rádio Globo e BandNews FM) e o humorista Marcelo Madureira, que serão colunistas do novo projeto jornalístico. Em 29 de abril ocorre a nova mudança na grade da Tupi, com o Show do Apolinho voltando para às 17h (substituindo o A Voz do Povo, que foi extinto) e as estreias do Jornal da Tupi às 18h e do TamoJunto, com Waguinho e Cristiano Santos, às 19h30. Ainda em abril, Edilson Silva assume a apresentação do Giro Esportivo, enquanto Gabriel Andrezo (ex-Transamérica e Rádio Manchete) é contratado para reforçar a equipe de esportes.
Em 15 de maio, morreu aos 87 anos o apresentador e comentarista esportivo da emissora Washington Rodrigues, o Apolinho, vítima de um câncer no fígado. Washington estava na Tupi desde 1999, comentando nas transmissões esportivas e apresentando o Show do Apolinho - o programa levou ao ar uma edição especial em sua homenagem no dia seguinte. Sua morte ocorreu exatamente durante o momento em que o Flamengo vencia por 3–0 contra o Bolívar, da Bolívia, pela fase de grupos da Copa Libertadores da América (o jogo terminaria em 4–0). Luiz Penido, que narrava a partida no Maracanã, interrompeu a transmissão para informar emocionado aos ouvintes da emissora sobre a morte de Apolinho. Mesmo após seu falecimento, o Show do Apolinho foi mantido no ar sob apresentação de Eraldo Leite até o dia 7 de junho, quando foi transmitida sua última edição. No dia 10, estreou o Geraldinos e Arquibaldos, apresentado por Luiz Penido. O nome do novo programa esportivo faz referência a um dos famosos bordões de Washington. Ainda em maio, a Tupi encerrou a parceria que mantinha com a TV Max Rio desde 2021 para retransmissão em vídeo de sua programação matutina. No dia 8 de julho, a tradicional oração da Ave Maria passa a ser comandada por Padre Marcelo Rossi.

## Equipe de carnaval
Desde 1960, a Tupi transmite os desfiles das escolas de samba do carnaval carioca no Grupo Especial e Série Ouro, além da apuração de ambos. De 2011 a 2016, transmitia pela internet, as finais de samba-enredo e os ensaios técnicos. mas com a crise na emissora, deixou de mostrá-los, só focando nos desfiles e apuração.
- Alexandre Ferreira, Marcus Vinícius e Marcos Coelho, narradores;
- Luiz Fernando Reis, Helena Teodoro, João Gustavo Melo e Leonardo Bessa, comentaristas;
- Marcus Vinícius, Fred Soares, Marcos Frederico, Carolina Grimião, Caroline Rocha e Sérgio Leão, repórteres;

## Prêmios
Prêmio Vladimir Herzog
Menção Honrosa do Prêmio Vladimir Herzog por Rádio
| Ano  | Obra          | Veículo de mídia | Autor                   | Resultado |
| ---- | ------------- | ---------------- | ----------------------- | --------- |
| 2015 | “A doce ação” | Rádio Tupi (RJ)  | Róbson Machado de Souza | Venceu    |